# フィロキノン
フィロキノン(Phylloquinone)は、ナフトキノン骨格をもつ化合物の1つ。光合成装置のうち光化学系Iにおいて電子伝達体として機能する。また動物体内ではガンマグルタミルカルボキシラーゼの補因子として働くことから、ビタミンK1とも呼ばれる。

## 構造
2-メチル-1,4-ナフトキノンの3位にフィチル基が結合した化合物で、メナキノン-4の側鎖が持つ4つの二重結合のうち、ナフトキノンに近い1つを除く3つを還元したII,III,IV-ヘキサヒドロメナキノン-4に相当する。残る1つの二重結合はトランス型であり、シス体は活性を持たない。

## 生合成
フィロキノンは酸素発生型光合成を行う生物のみが合成する。つまり、シアノバクテリアと、植物や多種多様な藻類である。
まずナフトキノン骨格はシキミ酸経路を通ってコリスミ酸が合成され、そこから1,4-ジヒドロキシ-2-ナフタレンカルボン酸(DHNA)が合成される。またフィチル側鎖はピルビン酸とグリセルアルデヒド-3-リン酸から非メバロン酸経路を経由してゲラニルゲラニル二リン酸が合成され、ゲラニルゲラニル還元酵素によってフィチル二リン酸が合成される。DHNAとフィチル二リン酸をプレニル基転移酵素で結合し、最後に2位をメチル化することでフィロキノンが合成される。

## 機能
光化学系Iを構成するタンパク質のうち、PsaAとPsaBに1分子ずつ結合して電子伝達体として機能している。
動物体内ではメナキノン-4に変換されガンマグルタミルカルボキシラーゼの補因子として働く。